# Torsten Nothin
Torsten Karl Viktor Nothin, född 16 februari 1884 i Voxtorps församling i Jönköpings län, död 1 mars 1972 i Värnamo (begravd på Fryele kyrkogård i Småland), var en svensk ämbetsman och politiker (socialdemokrat).
Nothin var konsultativt statsråd 1920, 1921–1923 och 1932–1933, justitieminister 1924–1926, riksdagsledamot (första kammaren) 1922–1928 samt överståthållare 1933–1949.

## Biografi
Torsten Nothin var son till kyrkoherde Johannes Nothin och Anna, född Bengtsson, som var prästdotter. Han började vid läroverket i Växjö när han var elva år och efter studentexamen skrevs han 1901 in vid Lunds universitet. Under den tiden blev han medlem av socialdemokraterna. Nothin avlade hovrättsexamen 1905 i Lund, 1911 blev han adjungerad ledamot och 1914 fiskal i Göta hovrätt. År 1915 blev han tillförordnad revisionssekreterare samt 1917 hovrättsråd i Göta hovrätt. 
År 1918 inträdde Nothin i regeringskansliet som ämbetsman då han utnämndes till byråchef för lagärenden i justitiedepartementet. År 1920 avancerade han till revisionssekreterare. Under denna tid lade socialdemokraterna, som ingick i koalitionsregering med liberalerna, fram förslag om en kommunalskattereform, vilket bidrog till att regeringen Edén sprack. Detta var i mycket Nothins verk och han värvades till partipolitiken av Fredrik Vilhelm Thorsson.
När Hjalmar Branting bildade sin första och andra ministär (mars – oktober 1920 och oktober 1921 – april 1923) var Nothin självklar medlem och utsågs till konsultativt statsråd. Året efter att han tillträdde ministerposten invaldes han som ledamot av första kammaren för Södermanlands och Västmanlands län. Från september 1923 till oktober 1924 var han tillförordnad generaldirektör i Lantmäteristyrelsen. 
I oktober 1924 utsågs han till justitieminister i Hjalmar Brantings tredje ministär och kvarstod som sådan även i ministären Sandler (från januari 1925). I den egenskapen lade han fram en jorddelningslag och på grund av ett hastigt dödsfall fick han själv i uppdrag att författa lagtexten. Lagförslaget antogs av riksdagen 1926. Hans huvudsakliga engagemang gällde fångvård och strafflagstiftning och han införde en ny häktningsordning 1925. Eftersom socialdemokraterna hade majoritet i andra kammaren kunde han driva igenom flera propositioner. År 1925 genomdrevs en förändrad jordfästningslag som medgav borgerlig begravning, även i kyrkan. Detta ledde till en debatt mellan riksdagen och kyrkomötet. Ärkebiskop Nathan Söderblom bestred att kyrkan skulle upplåtas till borgerliga begravningar och därför fick lagen skrivas om. Nothin avgick som justitieminister när den så kallade Stripakonflikten ledde till den Sandlerska regeringens fall.
Nothins position innebar att han fick flera uppdrag, bland annat satt han i Grängesbergsbolagets och i LKABs styrelser. År 1926 återgick han till Lantmäteristyrelsen som ordinarie generaldirektör, varunder han fick idé till en väglag som han föreslog. Lagen om vägrätten antogs 16 maj 1930. Även många andra förslag, som han väckte under denna tid, antogs som lagar.
År 1928 utträdde Nothin ur första kammaren. Från vissa håll hördes rykten om att det berodde på motsättningar med partistyrelsen: Per Albin Hansson hade 1927 blivit partiordförande efter vad Nothin uppfattade som en kupp.[källa behövs] Nothin själv menade att han av hälsoskäl var tvungen att dra ner på takten. Vid andrakammarvalet 1932 bildade Per Albin Hansson en socialdemokratisk regering och Nothin utsågs till konsultativt statsråd. Hans hustru Vera hade då drabbats av sjukdom (MS) och han ansåg sig inte ha mer tid med politiken än som minister utan portfölj.
Under 1932 var Nothin ordförande i den kungliga kommissionen, som bestod av representanter för storbankerna, som hade fordringsintressen i Kreugerkoncernen. Alla handlingar hemligstämplades och först i slutet av 1950-talet fick Torsten Kreuger, Ivar Kreugers bror, tillstånd av Riksarkivet att ta del av handlingarna. Den kungliga kommissionen var inte tillsatt av någon svensk regering eller av Kreuger & Tolls styrelse. Enligt Torsten Kreuger var kommissionen självtillsatt och de tillsatta revisorerna åsidosattes. 
Under den korta tiden Nothin ingick i Per Albin Hanssons ministär bildade han 1932 tillsammans med statsministern en "medborgerlig reservpoliskår" för att "kunna slå ner" den växande nazistiska rörelsen. Nothin påpekar, att de gjorde detta utan stöd i arbetarrörelsen, som dock redan 1935 hade ändrat sig i frågan.

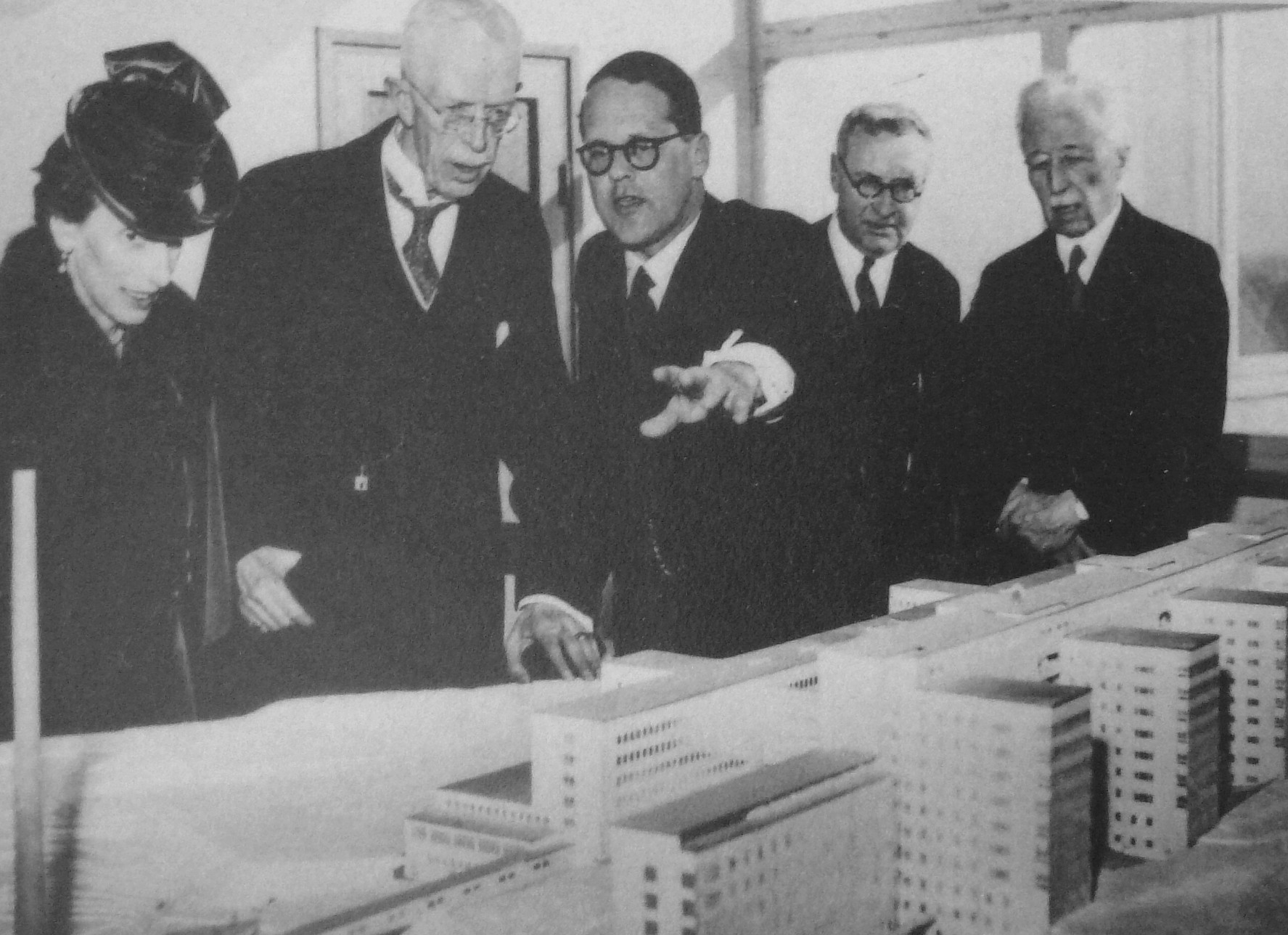
Södersjukhusets invigning 3 april 1944. Kronprinsessan Louise och kung Gustaf V med modellen för Södersjukhuset. I mitten förklarar Torsten Nothin, i bakgrunden står borgarrådet Ivar Öman och prins Eugen.

I september 1933 utnämndes han till överståthållare och kvarblev i den befattningen till 1949. Han uppger själv att Hansson valt honom av rädsla för nazismens utbredning. Som ämbetsman genomförde han en betydande omorganisation, införde ett centraliserat och rikstäckande kriminallaboratorium, Statens kriminaltekniska anstalt och reformerade Åklagarmyndigheten. Med anledning av hans uppgift att stävja nazismen gjorde Nothin en framställning till regeringen som ledde till 1934 års förbud mot vissa sammanslutningar vilket väckte starka protester bland nazisterna som ansåg att det var ett brott mot deras frihet. År 1945 genomdrev han landets första allmänna tjänstepension för sina anställda.
När Säkerhetstjänsten, ett slags föregångare till Säkerhetspolisen, bildades 1938 sades det att det var Nothin och generaldirektör Wilhelm Björck som låg bakom. Verksamheten var dock hemlig till 1943. Tage Erlander menar, att det inte var dessa två, utan att det var försvarsmakten och ställde sig med tiden kritisk till den. Samma år bidrog han emellertid till bildandet av det rikstäckande Luftskyddsförbundet, som skulle verka för att skydda landet emot luftangrepp, fastän förslaget formellt väcktes av Kjell Magnell, och Nothin själv var något tveksam inledningsvis. År 1938 påbörjades även den omorganiserade polisskola, som Nothin föreslagit till regeringen.
Nothin var med och bildade en rikstäckande organisation för trafiksäkerhet 1934, Nationalföreningen för trafiksäkerhetens främjande (NTF), och deltog aktivt i att uppnå dess målsättning. År 1936 fick han i uppdrag av finansminister Ernst Wigforss att leda kommunalskatteberedningen, i vilken bland andra Tage Erlander ingick. Den senare beskriver Nothin som en skicklig och effektiv ämbetsman. Bland andra uppdrag kan nämnas deltaganden i den kommitté, som ledde till hovrättens omorganisation 1926, statens organisationsnämnd 1930–1932 och 1935 års kommitté om folkförsörjning och arbetsfred, den så kallade "Nothinkommittén", som genom sitt betänkande Folkförsörjning och arbetsfred (SOU 1935:65-66) (även kallad "Mammututredningen") uppmanade arbetsmarknadens parter att inleda de förhandlingar, som utmynnade i 1938 års Saltsjöbadsavtal.
Under andra världskriget figurerade Nothin i borgerliga kretsar som alternativ regeringsbildare; år 1939 skall han av kung Gustaf V till och med ha fått i uppdrag att sondera förutsättningarna för detta, något som dock fick avbrytas efter motstånd från statsminister Per Albin Hansson. Nothin avlägsnade sig under denna tid också allt mer från socialdemokratiska partiet och blev en hård motståndare till tankarna om planhushållning, bland annat uttryckta i det ekonomiska efterkrigsprogrammet.
Nothin var indragen i den så kallade Haijbyaffären och blev anklagad för att ha försökt hemlighålla skandalen. Nothin har en framträdande roll i boken Ers Majestäts Olycklige Kurt skriven av Lena Ebervall och Per E Samuelsson.
Efter sin pensionering utkom Nothin med ett flertal arbeten, såväl memoarer som verk i statsvetenskap, svensk historia och rättsvetenskap. Han skrev flera böcker om sin hembygd i västra Småland. Efter en lång tids sjukdom och invaliditet avled hans hustru 1955.
Han blev hedersdoktor vid Uppsala universitet 1932 och ledamot av Lantbruksakademien 1930. Åren 1938–1945 var han ordförande för den svenska Föreningen Norden och åstadkom en kraftig ökning av medlemstalet. Under det andra världskriget deltog han i debatten om en sammanslutning av de nordiska länderna till ett Nordens Förenta Stater. Åren 1940–1944 var han ordförande för Centralkommittén för det frivilliga försvarsarbetet (nuvarande Folk och Försvar), som han även varit med och grundat.
Omdömena om Nothin har framför allt kretsat kring hans duglighet som administratör och förmåga att binda samman element av politik och samhällsfunktioner. Under en tid när han var statsråd kallades de socialdemokratiska ministärerna stundom "konsultvälde", vilket hans stora inflytande och bakgrund anses ha förorsakat. Zeth Höglund sade när Nothin tog avsked som överståthållare att denne aldrig hade varit någon riktig partiman och att han inte fått sina befordringar på grund av partitillhörighet, men att ingen kunnat misstro utnämningarna, som skett för att med kraft hävda lagligheten i en tid då nazismen underminerade samhället och demokratin behövde försvaras.

## Familj
År 1925 gifte sig Nothin med Vera Åkerman (1900–1955), dotter till häradshövdingen och statsrådet Assar Åkerman. De fick dottern Margareta (1927–2007).

## Utmärkelser
- Riddare och kommendör av Kungl. Maj:ts orden (Serafimerorden), 30 september 1949.[15]
- Konung Gustaf V:s jubileumsminnestecken med anledning av 90-årsdagen, 1948.[16]
- H.M. Konungens medalj, i serafimerordens band och briljanterad krona, 1938.[17]

## Populärkultur
I TV-serien En kunglig affär från 2021 spelas Nothin av skådespelaren Reine Brynolfsson.